# Lobergets naturreservat
Loberget är ett naturreservat i Ringamåla socken i Karlshamns kommun i Blekinge.
Reservatet bildades 2002 och det omfattar 127 hektar. Området är beläget norr om Karlshamn strax söder om gränsen till Småland.
Den västra delen domineras av gran- och tallskog. Östra delen av skogen består av lövskog med främst ek och avenbok.
I öster gränsar naturreservatet till Mieån och dess dalgång. Reservatet innefattar den lilla sjön Logylet.

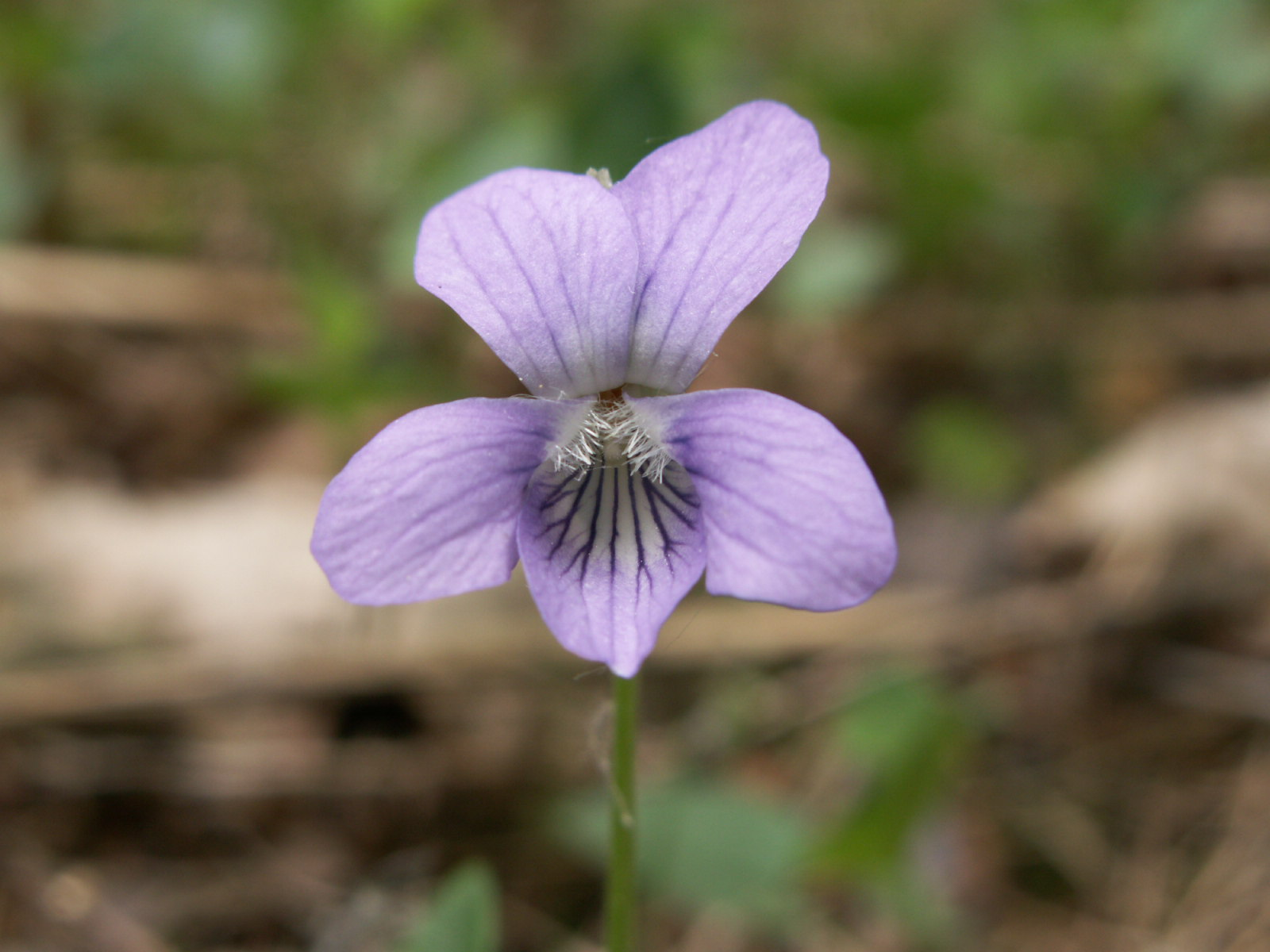
Ängsviol

Området kring gården är kulturhistoriskt intressant med det omgivande odlingslandskapet samt utmarker. Gården består av en äldre mangård och flera ekonomibyggnader, sannolikt uppförda i början av 1800-talet. Det har inom reservatet funnits minst fyra torp under olika tidsperioder.
Naturreservatet ingår i EU:s ekologiska nätverk, Natura 2000.